# Зофия Радванска-Париска
Зо̀фия Бронислава Ва̀нда Елвѝра Радва̀нска-Парѝска (на полски: Zofia Bronisława Wanda Elwira Radwańska-Paryska) е полска ботаничка, алпинистка, писателка, планинска водачка в Татрите, първата жена член на Татренската доброволческа спасителна служба (ТДСС), авторка на редица публикации по планинарство, ботаника и защита на природата.

## Биография
Зофия Радванска е родена на 3 май 1901 година във Варшава, в семейството на Леокадия (с родово име Карвовска) и Ришард Радвански. Завършва география и ботаника във Варшавския университет. През 1933 година защитава докторска дисертация, в която представя изследване върху флората в Татрите. От 1921 година ежегодно посещава Закопане, където се занимава с планинско катерене и ски-алпинизъм. През 1934 година става първата жена инструктор по планинарство и ски в Полските Татри. В 1937 година е първата полякиня изкачила Матерхорн (4478 м) и Монте Роза в Алпите. На следващата година се заселва за постоянно в Запокане. Там организира училище по планинарство.
По време на Втората световна война работи в горското стопанство „Закопане“. От 1945 година е планински спасител в ТДСС, а три години по-късно започва да работи като планински водач. През 1951 година организира и е избрана за първа ръководителка на Татренския научен отдел на Института за опазване на природата при Полската академия на науките. Създава градина, в която събира над хиляда растителни вида от Татрите. В своята дейност се занимава с ботанически изследвания и въпроси свързани с опазването на природата.
През 1995 година заедно със съпруга си Витолд Париски публикува фундаменталния труд „Голяма енциклопедия на Татрите“ (на полски: Wielka Encyklopedia Tatrzańska). През 1999 година е удостоена с Командорски кръст на ордена на Възраждане на Полша.
Зофия Радванска–Париска умира на 24 октомври 2001 година.